# Aurangabadi Mahal
Aurangabadi Mahal, död november 1688, var en indisk slav. Hon var slavkonkubin till mogulkejsaren Aurangzeb.
Hennes bakgrund är omtvistad, något som inte är ovanligt för slavar. Hon uppges ha varit cirkassier eller georgier och ha kommit till Indien genom slavhandeln på Svarta havet. 
Hon blev konkubin i mogulharemet och blev 1661 mor till prinsessan Mihr-un-Nissa Begum. Hon var en av kejsarens favoritkonkubiner vid sidan av sin rival Udaipuri Mahal. Hon beskrivs som godhjärtad och snäll mot de flesta och hennes död orsakade allmän sorg. 